# تفجيرات بغداد 24 حزيران 2009
تفجيرات بغداد 24 حزيران 2009 (بالإنجليزية: June 2009 Baghdad bombing) وهو أحد التفجيرات التي شهدها العراق وتفجيرًا وقع في سوق المريدي في منطقة مدينة الصدر ببغداد العراق. قُتل ما لا يقل عن 69 شخصًا وأصيب 150 آخرون. وقال مسؤول إن الانفجار نجم عن قنبلة مخبأة أسفل عربة خضار بمحرك في السوق.

## خلفية الحادث
ان الحادث نتج عن قنبلة مثبتة بدراجة نارية. شظايا القنبلة أصابت الناس على بعد 600 متر (660 ياردة) من مكان الانفجار. وحاول مدنيون مساعدة الجرحى في أعقاب الانفجار، إلى أن أجبرتهم قوات الأمن على العودة للسماح لخدمات الطوارئ بدخول السوق. وتحمل الجيش العراقي والحكومة العراقية والجيش الأمريكي والأحزاب السياسية العراقية مسؤولية القصف من قبل شهود وأقارب الجرحى. اتهم سياسيون محسوبون على مقتدى الصدر، اللواء 11 في الجيش العراقي، المسؤول عن مدينة الصدر، بالهجوم. وقال هؤلاء السياسيون أيضًا إن جزء من اللوم على الجيش الأمريكي، لأنهم أحضروا اللواء 11 إلى الحي.

## البيانات السياسية
وصرح عضو مجلس النواب أحمد المسعودي كيف يمكن لسوق المريدي المحاط بالجدران المتفجرة ولا يمكن لمركبة أو دراجة نارية الدخول لكن سمح لهم باستخدام هذه الدراجة النارية. اللواء الحادي عشر متورط بشكل مباشر في هذه الجرائم«، هذه جرائم القتل»

## هجمات أخرى في 24 يونيو 2009
1. وفي بغداد قتل شخص وأصيب عشرة في حي الجهاد السني بغرب بغداد. تم إخفاء قنبلة في كيس بلاستيكي خارج أحد المقاهي وتم تفجيرها.
2. وانفجرت قنبلة زرعت على جانب طريق في حي السعدية جنوب غربي بغداد مما أسفر عن إصابة أربعة أشخاص.[1]